# Szekszárdi UFC (női csapat)
A Szekszárdi UFC női labdarúgó szakosztályát 2021-ben hozták létre. A magyar első osztályban szerepel.

## Klubtörténet
1993-ban a Szekszárdi Dózsa SE megszűnése után a Városi Sportiskola által kiépített utánpótlás-nevelési rendszer keretein belül jött létre az egyesület. A férfi felnőttcsapat másod-, majd harmadosztályú szekcióját a későbbiekben női szakággal is bővítették.
A 2015 óta az élvonalban szereplő futsal csapat sikerein felbuzdúlva, az MTK-val kötött együttműködési megállapodást követően 2021-ben megalakult a felnőtt női együttes. Első szezonjukat a másodosztályban kezdték és magabiztos, kiegyensúlyozott teljesítménnyel a második helyen végzett a csapat, amely feljutást biztosított a sárga-feketék részére az élvonalba.

## Eredmények
- Másodosztályú ezüstérmes (1): 2021–22

## Játékoskeret
2022. május 28-tól

## Korábbi híres játékosok
| - Csorbai Nikolett - Hortobágyi Laura - Magyar Judit - Rozmis Gabriella - Sajabó Boglárka - Schwarcz Franciska - Seres Viktória |